# Camarón Arriba
Camarón Arriba es un corregimiento del distrito de Besikó en la comarca Ngäbe-Buglé, República de Panamá. La localidad tiene 2.977 habitantes (2010).